# 井川啓
井川 啓（いかわ けい）は、日本のアートディレクター、グラフィックデザイナー。ブランディング、宣伝・広告、Web、書籍、空間ディスプレイ、ユニバーサルデザインの商品開発などに携わる。
大阪ガスネットワーク株式会社 エネルギー・文化研究所 客員研究員
京都市みやこユニバーサルデザイン審議会 会長などを歴任
現在、IKAWA INTER DESIGN DIRECTION 代表

## 経歴・人物
大阪府池田市生まれ。兵庫県立川西緑台高等学校、愛知県立芸術大学美術学部デザイン専攻卒業。株式会社資生堂宣伝部に入社。
その後独立し、株式会社井川啓デザイン室設立
主な受賞
・東京アートディレクターズクラブ賞
・朝日広告賞、電通広告賞、読売広告大賞 各入賞
・日本ディスプレイデザイン協会 優秀賞
・日本印刷産業連合会会長賞
・文化庁著作権制度100周年シンボルマークコンペ 優勝　など